# Francisco Javier Tomás Puchol
Francisco Javier Tomás Puchol (Castellón de la Plana, 1 de diciembre de 1963) es un político español. Alcalde de Alcora entre los años 1995 y 2003.

## Biografía

### Carrera política
Francisco Javier Tomás comenzó su carrera política en su municipio natal, L'Alcora. Presentándose cabeza de lista por el partido popular en 1995 ganando las elecciones y sin conseguir la mayoría teniendo que gobernar junto con Izquierda Unida y el PSOE. En las elecciones de 1999 vuelve a encabezar la lista del Partido Popular (PP) en Alcora, esta vez consiguiendo mayoría. En las elecciones de 2003 vuelve a encabezar la lista del PP, pero gana las elecciones el PSOE, durante dicha legislatura es elegido diputado autonómico por Castellón.

### Paso a Coalición Valenciana
Durante la legislatura 2003-2007, en la primera legislatura como Presidente de la Generalidad de Francisco Camps, alegando el despilfarro y que el PP no «ataja la corrupción», e insistiendo que «Mi paso al grupo mixto obedece a determinados casos de presunta corrupción que no pueden ser ignorados» Tomás Puchol se pasó a las filas Coalición Valenciana, lo que hizo que tuviese representación en las Cortes Valencianas a través de él mismo, y ostentó el cargo de portavoz del grupo parlamentario mixto durante dicha legislatura. 